# Entrust
Entrust Corp., ehemals Entrust Datacard, ist ein US-amerikanisches Unternehmen. Es bietet Software und Hardware zur Ausstellung von Chipkarten, zur Erstellung von E-Pässen, zur Benutzerauthentifizierung, Vertrauenszertifikate für Websites, mobile Anmeldeinformationen und vernetzte Geräte.
Das Unternehmen ist in Privatbesitz und hat seinen Sitz in Minneapolis, Minnesota. Es beschäftigt weltweit mehr als 2500 Mitarbeiter.

## Geschichte

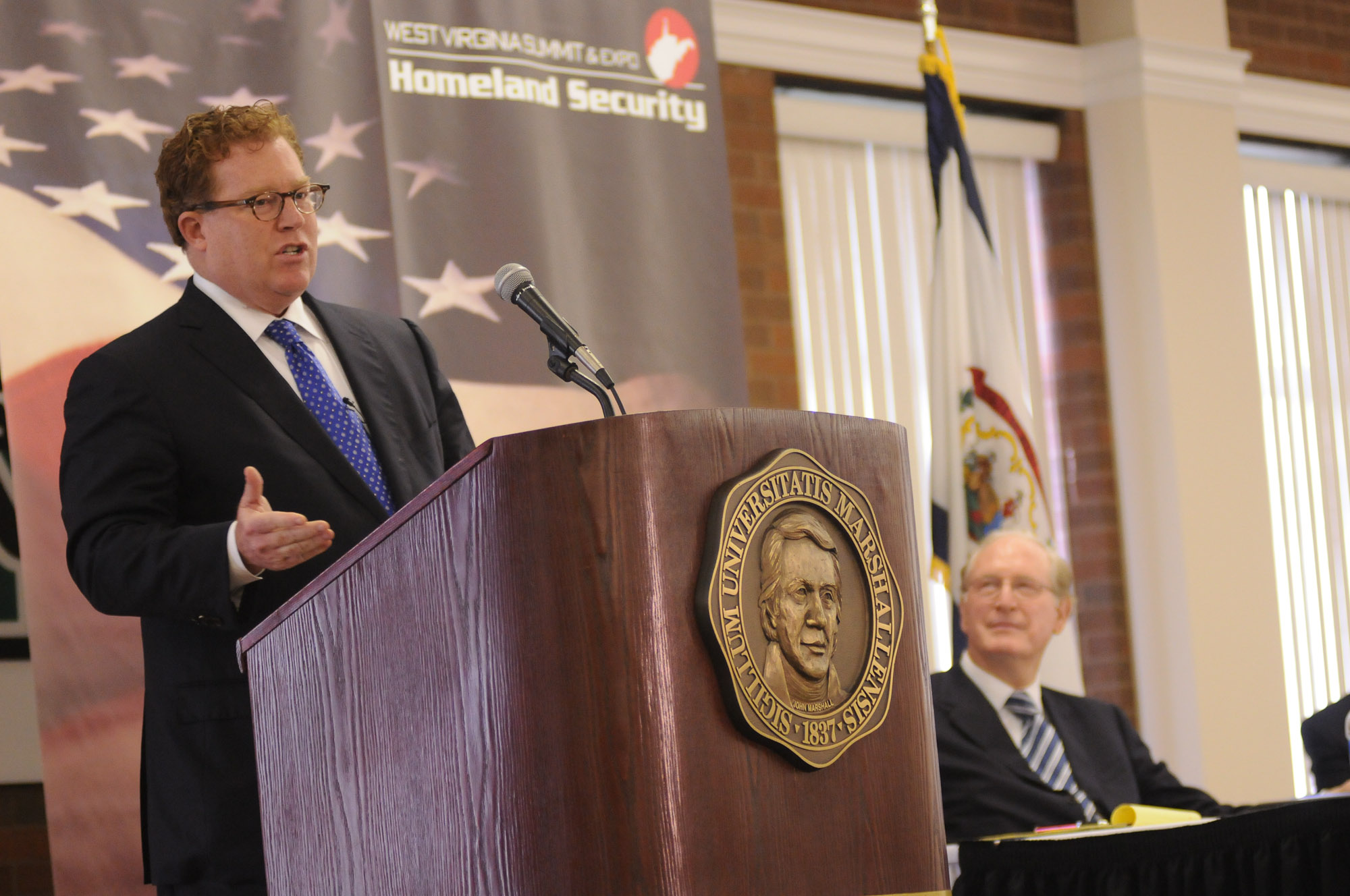
Bill (F. William) Conner, ehemaliger Präsident und CEO von Entrust, Plenarvortrag auf der 2011 West Virginia Homeland Security Summit & Expo, Juni 2011.

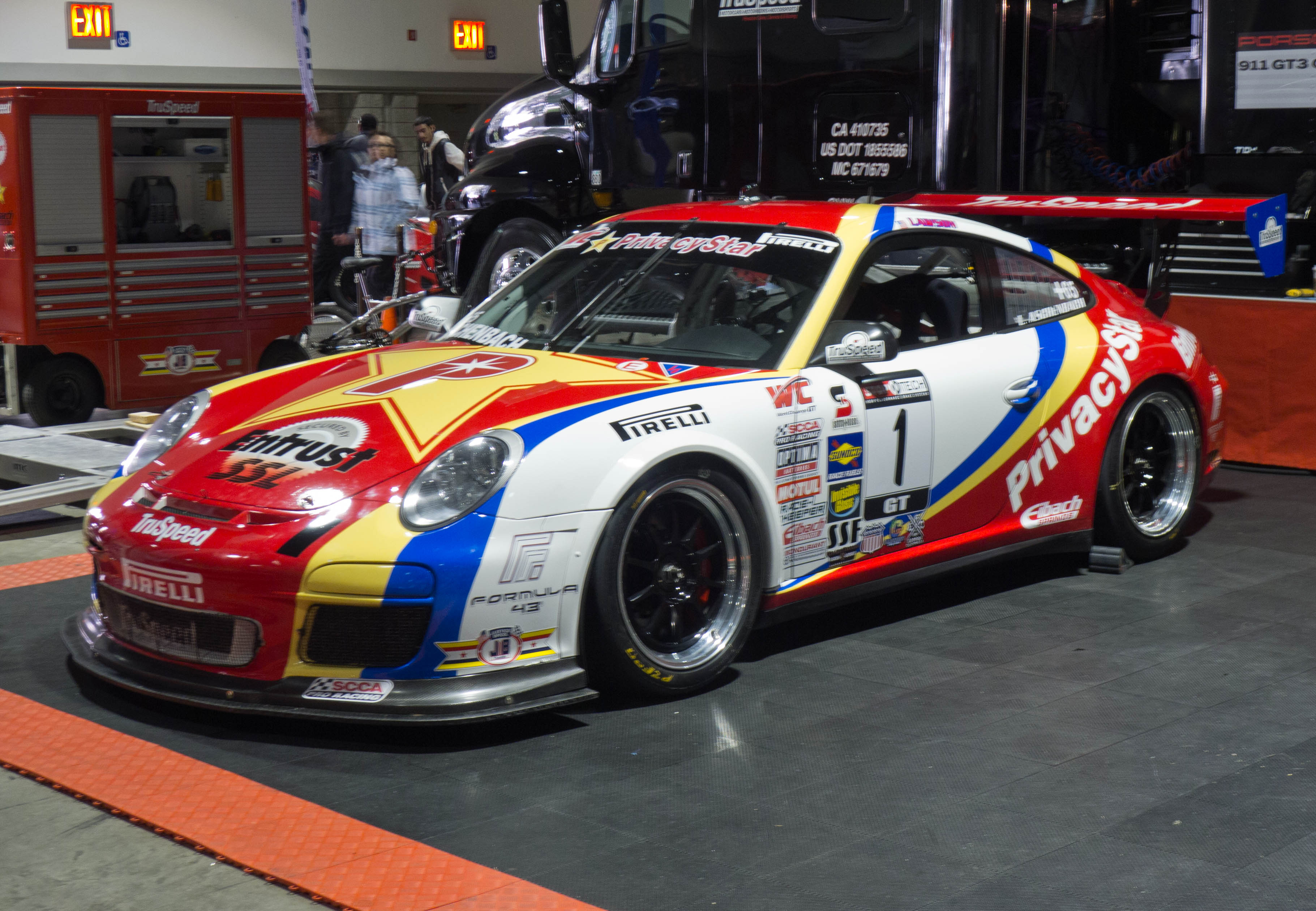
Ein von Entrust gesponserter Porsche 997 GT3 Cup

### Entrust Inc.
1994 baute und verkaufte Entrust die erste kommerziell verfügbare Public-Key-Infrastruktur.
1997 gliederte Nortel (ehemals Northern Telecom) Entrust aus, als es im Rahmen einer Steuerstrategie in Maryland registriert wurde.
Entrust trat ursprünglich in den SSL-Markt ein, indem es 1999 die Thawte Root CA nutzte und Entrust.net gründete.
Im Mai 2000 erwarb Entrust enCommerce, einen Anbieter von Authentifizierungs- und Autorisierungstechnologien.
Im April 2002 diente die Public-Key-Infrastrukturtechnologie von Entrust als Grundlage für den Prototyp der heutigen United States Federal Bridge Certification Authority.
Die Behörde ist ein Element der Vertrauensinfrastruktur, die die Grundlage für zwischenstaatliche und regierungsübergreifende sichere Kommunikation bildet.
Mitte 2004 erwarb Entrust AmikaNow! Content-Scanning-, Analyse- und Compliance-Technologie der Corporation.
Die Technologie wurde entwickelt, um E-Mail-Nachrichten und Dokumentinhalte automatisch zu analysieren und zu kategorisieren, basierend auf der kontextuellen Bedeutung und nicht auf vordefinierten Wortlisten.
Entrust erwarb im Juni 2006 Orion Security Solutions, einen Anbieter von Public-Key-Infrastrukturdiensten.
Im Juli 2006 erwarb Entrust die Business Signatures Corporation, einen Anbieter von nicht-invasiven Betrugserkennungslösungen, für 50 Millionen US-Dollar.
Aus Sicht der GAAP-Rechnungslegung betrug der Gesamtkaufpreis etwa 55,0 Millionen US-Dollar, einschließlich angenommener Aktienoptionen, Transaktionskosten und Nettoinventarwert.
Business Signatures wurde 2001 in Redwood City, Kalifornien, von ehemaligen Führungskräften von Oracle, HP und Cisco gegründet.
Es wurde ursprünglich von der Texas Pacific Group, Walden International, Ram Shriram von Google und Dave Roux von Silver Lake Partners finanziert.
Bevor es ein Private-Equity-Unternehmen wurde, wurde Entrust im Juli 2008 in den Russell 3000 Index aufgenommen. Im Juli 2007 übergab Entrust Public-Key-Infrastrukturtechnologie via Sun Microsystems und der Mozilla Foundation an die Open Source Szene.
Insbesondere lieferte Entrust Zertifikatsperrlisten-Verteilungspunkte (CRL-DP), Patent 5.699.431, an Sun unter einer gebührenfreien Lizenz zur Integration dieser Technologie in die Open-Source-Bibliotheken von Mozilla.
Im September 2008 nahm Entrust an den ePassports EAC-Konformitäts- und Interoperabilitätstests in Prag, Tschechische Republik, teil.
Die Prager Tests, die von einem Konsortium aus der Europäischen Kommission, der Brussels Interoperability Group (BIG) und dem Joint Research Centre der Europäischen Kommission durchgeführt wurden, ermöglichten es den europäischen Ländern, die Konformität ihrer ePässe der zweiten Generation zu überprüfen, die biometrische Fingerabdruckdaten enthalten, die durch erweiterte Zugriffskontrollfunktionen (EAC) geschützt sind.
Zusätzliche Tests umfassten die Überprüfung der Crossover-Interoperabilität zwischen EAC-Inspektionssystemen und ePässen aus verschiedenen Ländern.
Im Juli 2009 wurde Entrust von Thoma Bravo, einem in den USA ansässigen Private-Equity-Unternehmen, für 124 Millionen US-Dollar übernommen.
Aufgrund vielfältiger Verletzungen in das Vertrauen, das eine Vertrauensinfrastruktur erfordert, warnt Google Inc. ab Version 127 im Browser Chrome vor Stammzertifikaten von Entrust und AffirmTrust.

### Datacard-Gruppe
Das Unternehmen wurde 1969 als Data Card Addressograph gegründet, nachdem Willis K. Drake ein in Minnesota ansässiges Unternehmen erworben hatte, das Kreditkarten-Drucker herstellte.
Der Gründer Willis K. Drake leitete ein Team von Ingenieuren, das Maschinen erfand, die eine sichere und produktive Personalisierung von Kreditkarten über die von Addressograph angebotenen Imprinter hinaus ermöglichten.
Die hochvolumigen Kartenausgabesysteme der Datacard Group ermöglichten es Banken und Einzelhändlern, 1500 Karten pro Stunde mit großer Präzision und Sicherheit zu personalisieren.
Bis das Unternehmen seine Technologien auf den Markt brachte, war der Prozess langsam und voller Qualitätsprobleme.
Unter neuen Eigentümern in den frühen 1990er-Jahren verfeinerte das Unternehmen Kerntechnologien und expandierte in zusätzliche Märkte, darunter Regierungen und Unternehmen.
Kurz nachdem die neuen Eigentümer das Unternehmen gekauft und privatisiert hatten, wurden die Entwicklungsanstrengungen wieder aufgenommen und die Kerntechnologien schnell über die einfache Kartenprägung und Magnetstreifencodierung hinaus erweitert.
Zu den neuen Inline-Kartenpersonalisierungstechnologien gehörten Farbdruck, der mit der lithografischen Ausgabe konkurrierte, und die Kodierung von kontaktbehafteten und kontaktlosen Smartcards.
Die Entwicklungsbemühungen führten zu mehreren neuen Angeboten, darunter das weltweit erste digitale Foto-ID-Kartensystem und der Desktop-Kartendrucker im Jahr 1994.
Bis zur Einführung dieser neuen Technologie verwendeten Regierungen, Unternehmen und andere sicherheitsbewusste Unternehmen hauptsächlich Cut-and-Paste-Prozesse, wie das Laminieren von Farbfotos oder Papierausweise.
Die digitalen Systeme brachten ein neues Maß an Sicherheit und Wirtschaftlichkeit in den Identifizierungsprozess.
In den 1990er- und frühen 2000er-Jahren steigerte die Data Card Corporation ihre Einnahmen stetig, indem sie über die Hardware hinaus expandierte, um Software und kundenspezifische Entwicklungen einzubeziehen, die Führerscheine, nationale IDs, herkömmliche Pässe und E-Pässe (die die Dokumentensicherheit durch die Integration von Biometrie, Lasergravur und digitaler Bildgebung erhöhten) einschloss, Datenverschlüsselung und andere Technologien.
Seit den 1990er-Jahren wird eine große Anzahl der Kredit-, Debit- und Prepaid-Karten weltweit mit Massen- und Desktop-Ausgabesystemen personalisiert.
Im Jahr 2000 erwarb die Datacard Group Platform Seven (P7), den Smartcard-Technologiezweig der National Westminster Bank. Im Jahr 2010 erwarb das Unternehmen auch Dynamic Card Systems (DCS) aus Denver, Colorado.
Neben den Entwicklungs- und Vertriebsteams umfasste die Übernahme von DCS die Kartenausgabesoftware CardWizard.
Andere Akquisitionen in den letzten Jahren haben die Kernkompetenzen des Unternehmens rund um vertrauenswürdige Identitäten und sichere Transaktionen erweitert, darunter Safelayer und Trustis.
Zu den Produkten des Unternehmens gehören zentrale Kartenausgabesysteme für große Stückzahlen, darunter Desktop-Drucker, Software und Verbrauchsmaterialien.
Andere Hardwareprodukte, darunter hochwertige Systeme für die Ausstellung von Pässen und die Erstellung individueller Postpakete für Karten und anderes personalisierte Ausweise.
Das Softwareangebot umfasst Produkte zur Ausstellung und Verwaltung von Bargeldbezugskarten, Debitkarten, EMV-Smartcards, Personalausweisen, Pässen, Personalausweisen, Studentenausweisen und anderen Ausweisen.
Ein schnell wachsender Teil des Portfolios des Unternehmens konzentriert sich auf die sofortige Ausgabe von Kredit-, Debit- und Prepaid-Karten. Banken, Einzelhändler, Kreditgenossenschaften und andere Organisationen, die Karten für Finanztransaktionen ausgeben, setzen vermehrt Systeme ein, die zur Ausgabe von Karten auf Abruf in Filialen oder Geschäften verwendet werden. Diese Sofortausgabesysteme werden häufig für die Ausgabe von Notfallersatz verwendet, wenn Karten verloren gehen, gestohlen oder durch Sicherheitsverletzungen kompromittiert werden. Meistens ergänzen sie zentralisierte Operationen, die sich auf Massenausgabeaspekte eines Kartenprogramms konzentrieren.
Zu den Lieferangeboten gehören Overlays, die in eine Vielzahl Technologien eingebettet sind, darunter optisch variable Geräte (OVDs), holografische Bilder und verschiedene neue Materialien, die sowohl die Sicherheit als auch die Langlebigkeit von Karten, Passheften und anderen Ausweisen verbessern.
Die Serviceorganisation des Unternehmens unterstützt Kunden in 150 Ländern mit einem Portfolio aus beratenden professionellen Dienstleistungen und technischem Support, der online, auf Abruf oder vor Ort verfügbar ist.
Im Jahr 2013 erwarb das Unternehmen Entrust, Inc. und erweiterte sein Portfolio um die Public-Key-Infrastruktur, Zertifikate und Software-Authentifizierungsplattformen von Entrust, die die Sicherheit in einer Vielzahl von Identitäts- und Transaktionsökosystemen stärken.

### Entrust Datacard
Im Jahr 2014 wurde die Datacard Group in Entrust Datacard umbenannt.
Im Juni 2019 erwarb das Unternehmen den general-purpose Hardware-Sicherheitsmodul-Anbieter nCipher von der Thales Group.

### Entrust Corp
Am 14. September 2020 gab das Unternehmen bekannt, dass es von „Entrust Datacard“ zu „Entrust“ umbenannt wurde und der Namen der juristischen Person in Entrust Corporation geändert wurde.
Das Rebranding soll die Fokussierung des Unternehmens auf sichere Identität, Zahlungen und Datenschutz würdigen.
Im Januar 2021 erwarb Entrust HyTrust, Inc., einen Anbieter von virtualisierter und Multi-Cloud-Datenverschlüsselung, Schlüsselmanagement und Cloud-Sicherheitsmanagement.
Das Unternehmen erweiterte sein Angebot durch Firmen-Übernahmen, darunter Hardware-Sicherheitsmodul Anbieter nCipher (Juni 2019); HyTrust (Januar 2021), ein Anbieter zur Verwaltung der Datensicherheit, aktueller IT-Umgebungen und neu entstehender Cloud-Infrastrukturen; und WorldReach Software (April 2021), die nahtlose Reiseerlebnisse durch digitale Transformation des ID-Prozesses für Einreise und Grenzkontrolle schafft.

## Produkte
Beispiele für die vielfältigen Angebote des Unternehmens sind Software und Hardware zur Ausgabe von Finanzkarten, zur Erstellung von E-Pässen; Benutzer authentifizieren, die auf sichere Netzwerke zugreifen oder Finanztransaktionen durchführen möchten; Bereitstellung vertrauenswürdiger Zertifikate für Websites, mobile Anmeldeinformationen und verbundene Geräte; und Hardwaresicherheitsmodule und Software für sichere Verschlüsselung und Schlüsselverwaltung.
Das Privatunternehmen hat seinen Sitz in Minneapolis, Minnesota und beschäftigt weltweit mehr als 2.500 Mitarbeiter.

## Unternehmensführung
- Todd Wilkinson ist seit Juni 2008 President und CEO der Datacard Group (und jetzt Entrust). Zuvor war er fast drei Jahre lang CFO des Unternehmens und hatte in einer Reihe von Führungspositionen bei General Electric gearbeitet.[49]
- Kurt Ishaug ist CFO des Unternehmens und Lisa Tibbits General Counsel.[50][51]